# Saint-Cézert

Saint-Cézert este o comună în departamentul Haute-Garonne din sudul Franței. În 2009 avea o populație de 351 de locuitori.

## Evoluția populației
| An        | 1975 | 1982 | 1990 | 1999 | 2006 | 2009 |
| --------- | ---- | ---- | ---- | ---- | ---- | ---- |
| Populație | 188  | 329  | 402  | 413  | 350  | 351  |

## Monumente

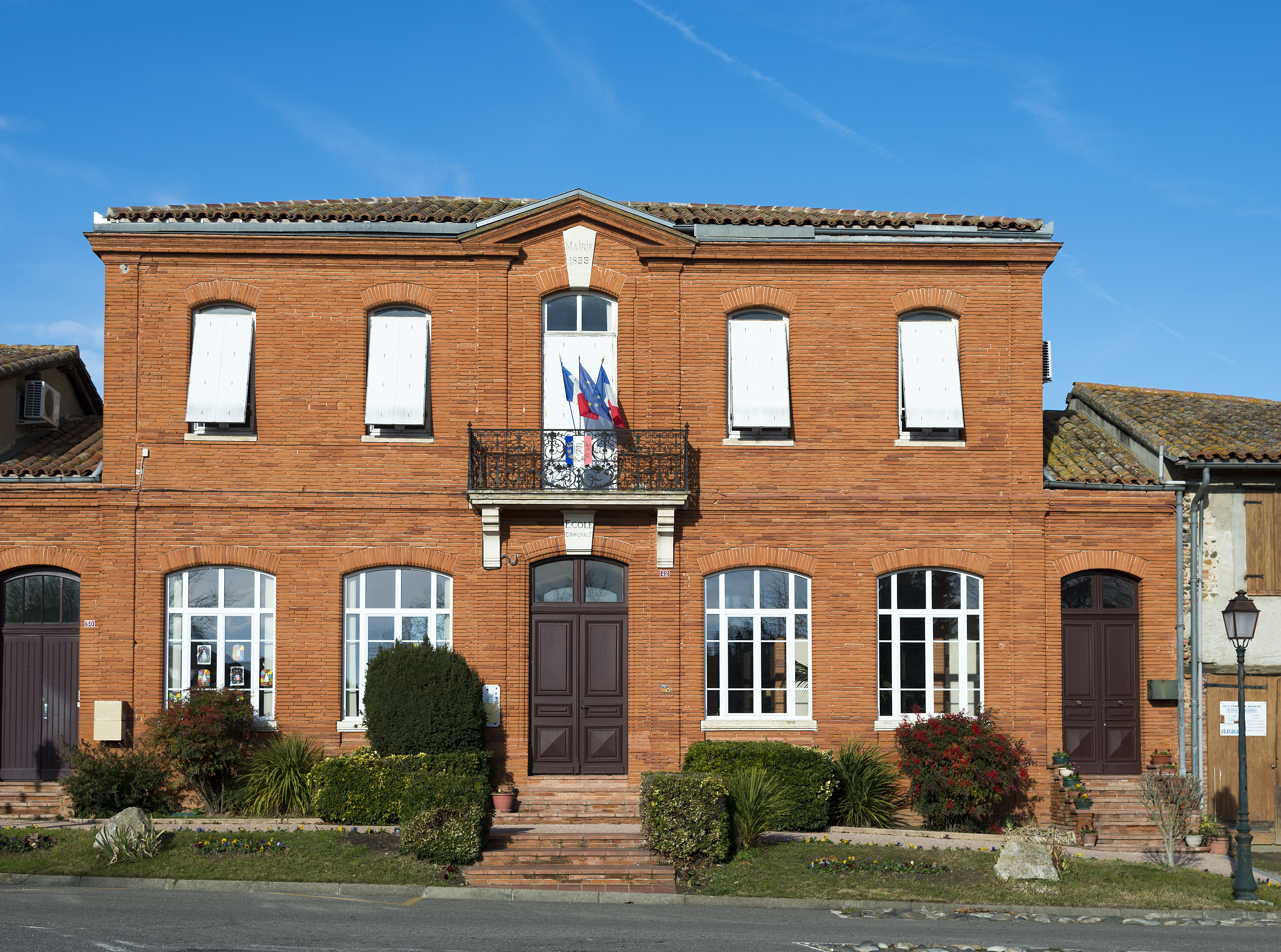
Primărie.
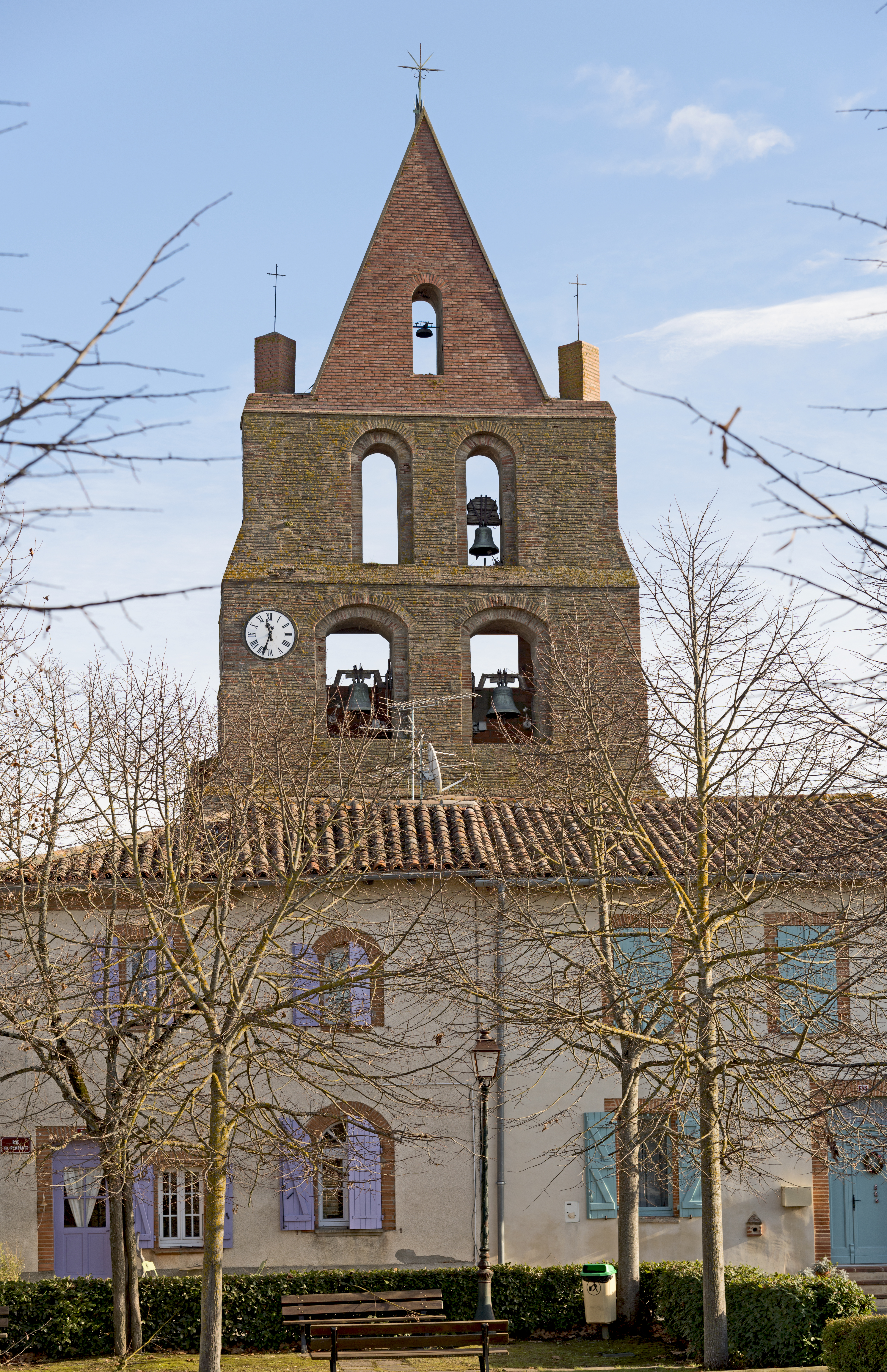
Biserica.